# Altoona (Alabama)
Altoona é uma cidade  localizada no estado americano do Alabama, no Condado de Blount e Condado de Etowah.

## Demografia
Segundo o censo americano de 2000, a sua população era de 984 habitantes. 
Em 2006, foi estimada uma população de 970, um decréscimo de 14 (-1.4%).

## Geografia
De acordo com o United States Census Bureau, a localidade tem uma área de 9,9 km², sem área coberta por água. Altoona localiza-se a aproximadamente 286 m acima do nível do mar.

## Localidades na vizinhança
O diagrama seguinte representa as localidades ao redor de Altoona. Marcas amarelas indicam localidades com mais de vinte mil habitantes, enquanto marcas pretas indicam localidades com menos de vinte mil habitantes.